# Пеле (остров)
Пеле (на бислама: Pele) е остров в Тихи океан в архипелага Нови Хебриди, с координати 17°30′00″ ю. ш. 168°24′00″ и. д. / 17.5° ю. ш. 168.4° и. д.. Той влиза в територията на Република Вануату и съгласно административното деление на страната попада в границите на провинция Шефа. Разположен е в близост до остров Нгуна, Какула и Ефате, където се намира и столицата на Вануату – Порт Вила.
Главен град на остров Пеле е град Лаономоа. Островът е туристическа дестинация по маршрута Ефате, Емао, островната група Какула, остров Нгуна със своя поводен вулкан Норт Вате, през остров Мосо, Лелепа и Еретока.